# عدم الالتزام الأخلاقي

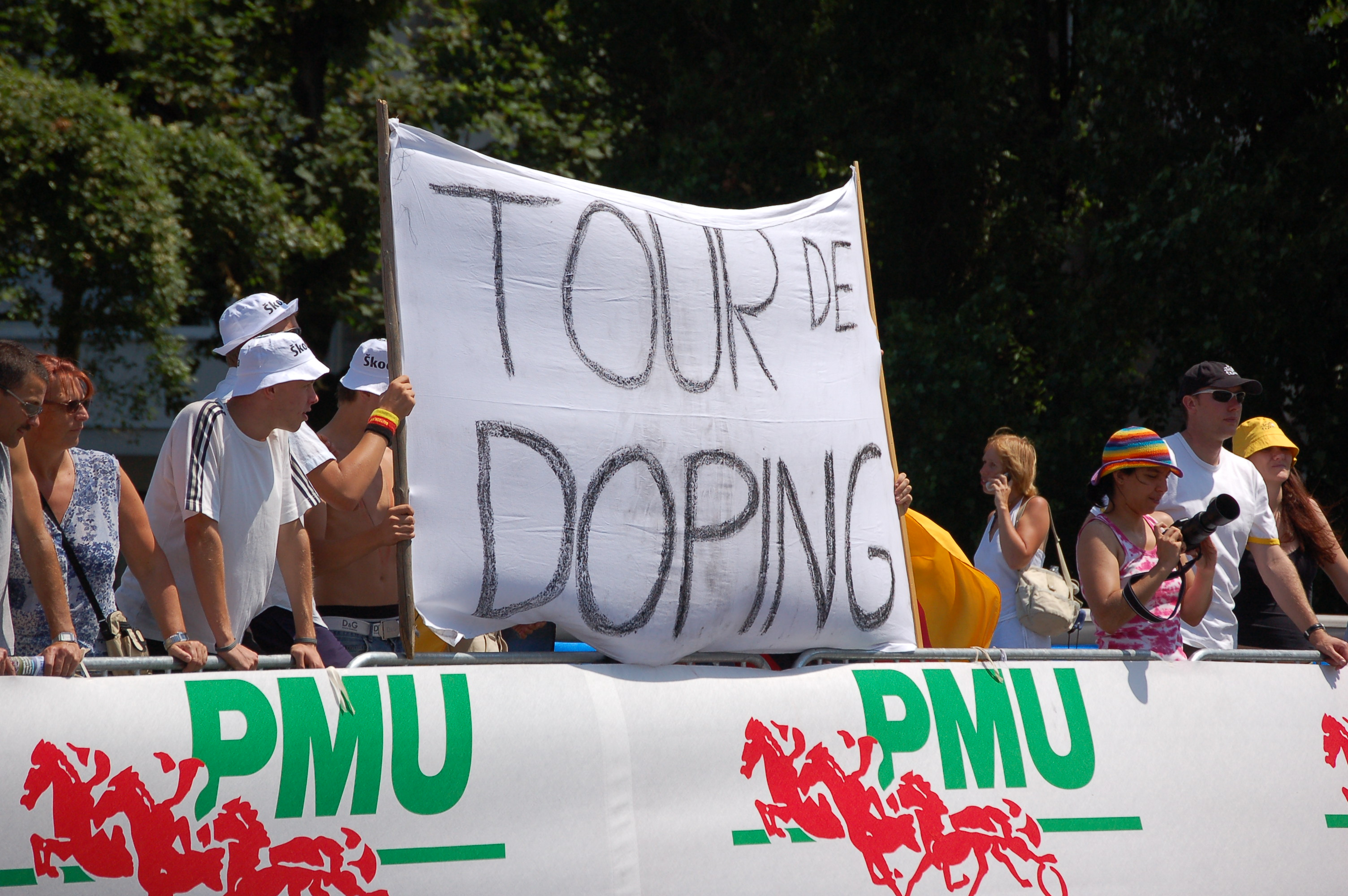

عدم الالتزام الأخلاقي أو التفكك أو الانحلال الأخلاقي حالة من الاضطراب في القيم والمعايير الأخلاقية السائدة داخل المجتمع، تنشأ نتيجة فقدان الضوابط الأخلاقية أو ضعفها، مما يؤدي إلى تزايد السلوكيات المنحرفة، كالفساد، والانحلال، والأنانية، واللامبالاة تجاه الصالح العام.
وعلى وجه العموم، يلتزم الكثيرون بالمعايير الأخلاقية حيث يعتبرونها إرشادات وموانع للسلوك. وبمجرد تشكّل التحكم الداخلي، يمكن للأفراد السيطرة على أفعالهم من خلال المعايير التي يطبقونها على أنفسهم. ذلك أنهم يقومون بأشياء تمنحهم إرضاءً للذات وشعورًا بتقدير الذات والامتناع عن التصرف بطرق تنتهك معاييرهم الأخلاقية. كما أن معاقبة الذات تجعل السلوك متوافقًا مع هذه المعايير الداخلية. ومع ذلك، فالمعايير الأخلاقية تقوم فقط بوظيفتها كمتحكم داخلي في السلوك عندما تنشط آليات التحكم في الذات، إلا أنه يوجد العديد من العمليات النفسية لمنع هذا التنشيط. وهذه العمليات تعتبر أشكالًا من عدم الالتزام الأخلاقي، والذي ينقسم إلى أربع فئات: إعادة بناء السلوك غير الأخلاقي، وإزاحة أو توزيع المسؤولية، وتشويه التبعات المؤذية، وتصوير الضحية بصورة العدو.

## إعادة بناء السلوك
تكمن إحدى طرق عدم الالتزام الأخلاقي في تصوير السلوك غير الإنساني على أن له غرضًا أخلاقيًا لجعله مقبولًا اجتماعيًا. على سبيل المثال، قد يتم النظر إلى التعذيب للحصول على معلومات ضرورية لحماية مواطني الأمة على أنه أمر مقبول. وقد استُشهد بقول فولتير «إن الذين يجعلونك تؤمن بما هو مخالف للعقل، قادرون على جعلك ترتكب الفظائع».
ويكمن أحد أساليب عدم الالتزام الأخلاقي أيضًا في المقارنة الملائمة. فالأحكام الأخلاقية المتعلقة بالسلوك يمكن أن تتأثر بهيكلة الأمور التي يُقارن بها السلوك. ففي المقارنة الاجتماعية، تعتمد «أخلاقيات» الأفعال على الولاءات الأيديولوجية أكثر من اعتمادها على الأفعال ذاتها.

## إزاحة أو توزيع المسؤولية
هناك إحدى الممارسات الانفصالية، والتي تُعرف باسم إزاحة المسؤوليات، وهي تقوم بتشويه العلاقة بين الأفعال والآثار التي تؤدي إليها. فيتصرف الأفراد بالطرق التي يمكن أن يعارضوها طبيعيًا في حالة قبول سلطة قانونية تحمل تبعات هذا التصرف أو السلوك. وفي ظل ظروف إزاحة المسؤولية، يرى الأفراد أفعالهم ناتجة عن إملاء السلطة وليس عن أفعالهم التي يقومون بها.
وعلاوة على ذلك، توجد ممارسة توزيع المسؤولية. وتحدث هذه الممارسة عندما تُمكِّن الخدمات التي يقدمها العديد من الأفراد، الذين يقوم كلٌ بأداء مهمة تبدو مضرة في حد ذاتها، من التصرف بشكل لا إنساني بصورة جماعية؛ وهذا نتيجة لعدم شعور أي شخص بالمسؤولية الفردية. ومثال على هذا عمليات الإعدام، حيث يكون للعديد من الأفراد أدوار واضحة ومميزة في عملية الإعدام؛ فلا يتحمل أحد مسؤولية فردية.
ومن الأساليب الأخرى العمل الجماعي. فأي ضرر يمكن أن تتسبب فيه الجماعة يمكن إلقاء مسؤوليته على الأعضاء الآخرين، بحيث يتصرف الأفراد بصورة أكثر قسوة عندما تكون المسؤولية جمعية مقارنة بالوضع عندما تكون المسؤولية فردية. على سبيل المثال، إذا ما حكم [[عضو هيئة المحلفينj على الشخص بالإعدام فإن يمكنه إلقاء اللوم على «هيئة المحلفين» بدلًا من لوم نفسه باعتباره عضوًا بهيئة المحلفين.

## إهمال أو تشويه النتائج الضارة
من الأساليب الأخرى لعدم الالتزام الأخلاقي إهمال أو تشويه نتائج الفعل. عندما يقوم شخص بنشاط مؤذٍ للآخرين للحصول على مكسب شخصي، فإنه إما أن يقلل بشكل عام من الضرر الذي تسبب فيه أو يحاول عدم تحمل مسؤوليته. وبدلًا من ذلك، يقوم الشخص باستدعاء معلومات مسبقة تم تقديمها إليه تتعلق بالفوائد المحتملة للسلوك بعينه. والأفراد يميلون تحديدًا لتقليل الآثار المؤذية عندما يتصرفون بصورة فردية. ومن السهل نسبيًا أن تؤذي الآخرين عندما يتم تجاهل النتائج الضارة المترتبة على سلوك فرد ما.

## صورة العدو
يكمن آخر ممارسات عدم الالتزام الأخلاقي في صورة العدو (التجريد من الصفات الإنسانية)، والتي تُطبّق على أهداف أعمال العنف، وتعتمد على الكيفية التي يرى من خلالها مرتكب الجريمة الأفراد الذين يوجه سلوكه الإجرامي تجاههم. وبمجرد تصويرهم بصورة العدو وتجريدهم من الميزات الإنسانية، فإنه لا ينظر حينها إلى الأفراد باعتبارهم أفراد لديهم أحاسيس وآمال واهتمامات؛ ولكن يصبحون أشياء غير بشرية لا تستثير مشاعر التعاطف لدى مرتكب الجريمة، ويمكن أن يتعرضوا لمعاملة مفزعة.

## عدم الالتزام الأخلاقي والترفيه
لقد وسّع أرثر راني (2004) نظرية النزعات المؤثرة بتضمينها عمليات عدم الالتزام الأخلاقي. وقد أشار إلى أن الأفراد يقضون وقتًا طويلًا في تقييم ميزات التلفزيون بناء على نزعاتهم الخاصة تجاه هذه المزايا أكثر من الاعتماد على العقلانية الأخلاقية الحقيقية. وهذا يكون نتيجة الاعتماد على حقيقة أن الأفراد بخلاء في المعرفة. ومن الناحية الفعلية، فإن استعمال العقلانية الأخلاقية يمكن أن يؤدي إلى نظرية التنافر، والتي يجد الأفراد بالفعل طرقًا لتجنبها. وبناء على ذلك، فإن النزعة تعتبر مخططًا تقييميًا - وطريقًا مختصرًا لتمييز التقييم الذي يؤدي إلى التوافق. إن عدم الالتزام الأخلاقي يجعلنا نستمتع بالسيناريوهات الترفيهية الخيالية، والتي يمكن أن تتعرض للتوبيخ أخلاقيًا في الحياة الحقيقية.